# Вірменсько-грузинські відносини
Вірменсько-грузинські відносини (вірм. Հայ-վրացական հարաբերություններ, груз. ქართულ-სომხური ურთიერთობები) — історичні і поточні двосторонні відносини між Вірменією та Грузією.
Між цими двома державами встановлено дипломатичні відносини на рівні посольств.

## Характер відносин
Обидві країни є колишніми радянськими республіками. Уряди обох держав мали загалом позитивний досвід взаємин, але були й певні проблеми.
Грузія — член Організації демократії та економічного розвитку, яка виключає можливість участі Вірменії в регіональних транспортних та енергетичних проєктах. Тоді як Грузія відкрито демонструє проамериканську спрямованість своєї зовнішньої політики, заявивши про прагнення співпрацювати з НАТО, Вірменія продовжує залишатися стратегічним партнером Російської Федерації, входячи до Євразійського економічного союзу. Грузія активно співробітничає зі США, висловлює готовність надавати свою територію для дислокації військового контингенту і заявляє про свій чіткий намір вступити в НАТО, тоді як Вірменія є членом ОДКБ і має на своїй території російську військову базу. Проте йдучи в фарватері російської зовнішньої політики, Вірменія все ж не визнала незалежність відколених від Грузії Абхазії та Південної Осетії, як це зробила Росія.
Проте відносини з Грузією мають особливе значення для Вірменії, оскільки в умовах блокади кордону, введеної проти Вірменії Туреччиною і Азербайджаном через так і не подоланий карабаський конфлікт, єдине сухопутне сполучення Вірменії з Європою пролягає через Грузію, включаючи і доступ до її чорноморських портів. Однак через залежність Вірменії від Росії та Грузії, які воювали у війні в Південній Осетії 2008 р. і тим самим розірвали дипломатичні та економічні відносини, 70% імпорту Вірменії надходило через Грузію, особливо з Росії, яка запровадила проти Грузії економічну блокаду.
В області Джавахетія на півдні Грузії проживає значне вірменське населення, і хоча місцеві громадські організації, такі як Об'єднаний Джавахк, домагаються автономії, насильства між вірменами та грузинами в цьому районі не було з часів грузино-вірменської війни, закінченої в 1919 році. З моменту здобуття незалежності грузинське духовенство зайняло вірменські церкви, а грузинські вірмени та Вірменія влаштовували демонстрації проти цього деструктиву. 28 листопада 2008 року вірменські демонстранти перед посольством Грузії у Вірменії вимагали від грузинського уряду негайно припинити посягання на вірменські церкви та покарати винних, назвавши дії грузинської сторони «білим геноцидом»
Дехто з вірмен вважає, що вони стали жертвами політики зміни демографічного балансу в краю Самцхе-Джавахеті, оскільки там поселили багато грузинських сімей. Вірмени також недостатньо представлені в уряді, що призводить до відчуття дискримінації та взаємної недовіри. Було кілька протестів, деякі з них переросли в насильницькі після зіткнень з правоохоронцями
Грузія також підтримала Азербайджан проти Вірменії у резолюції Генеральної Асамблеї ООН 62/243, а Вірменія неодноразово голосувала проти резолюцій Організації Об'єднаних Націй щодо Абхазії, які підтверджують право на повернення усіх переміщених осіб і біженців до відірваних від Грузії земель. Незважаючи на зазначені відмінності, розбіжності та суперечність інтересів, двосторонні відносини між цими двома державами є стабільними та розвиваються.

## Історія
І вірмени, і грузини належать до християнських народів, на повне фізичне знищення яких була спрямована політика як Османської імперії, так і Персії, що суперничали між собою за владу над Закавказзям.
Живучи століттями поряд, вірмени та грузини до 1918 року не мали політичних відносин як суб'єкти міжнародних відносин, а їхні взаємини у політичній сфері визначали різні імперії та політичні системи. З 1918 року дашнацький уряд Демократичної Республіки Вірменії прагнув налагодити добросусідські відносини з Грузинською Демократичною Республікою, розвивати торговельні та посилювати економічні зв'язки, дотримуючись тактовної та стриманої риторики. Обидві республіки, зважаючи на об'єднавчу силу віросповідання, виступали за культурний обмін і розв'язання усіх суперечностей шляхом перемовин. Проте з окупацією регіону Червоною Армією Грузія і Вірменія знову опинилися у складі спільної для обох метрополії — цього разу Радянської Росії, а з 1922 року — СРСР. 
У післявоєнний період в обох республіках виник сильний дисидентський рух, а в Перебудову Грузія та Вірменія нарівні з країнами Балтії та Україною активно боролися за вихід із СРСР і навіть бойкотували проведення референдуму про збереження СРСР 17 березня 1991 року.
9 квітня 1991 року Грузія проголосила незалежність від СРСР, а 21 вересня того ж року, після невдалої спроби серпневого путчу, приклад сусідки наслідувала Вірменія. 25 грудня 1991 року, у день розпаду Радянського Союзу, незалежність обох держав визнали Сполучені Штати. 17 липня 1992 року між Грузією та Вірменією були встановлені двосторонні дипломатичні відносини.